# Babańce
Babańce – wieś w Polsce położona w województwie podlaskim, w powiecie sejneńskim, w gminie Sejny.
| SIMC    | Nazwa      | Rodzaj    |
| ------- | ---------- | --------- |
| 1012100 | Wakanty    | część wsi |
| 1012181 | Złota Wieś | część wsi |

Wieś duchowna położona była w końcu XVIII wieku  w powiecie grodzieńskim województwa trockiego. W latach 1973–1981 w  gminie Krasnopol. W latach 1975–1998 miejscowość administracyjnie należała do województwa suwalskiego.
We wsi zachowały się znakomicie zachowane przykłady dawnego budownictwa ludowego m.in. z XIX w.

## Zabytki
Do rejestru zabytków Narodowego Instytutu Dziedzictwa wpisane są następujące obiekty:
- dom nr 17, drewniany, 1920 (nr rej.: 168 z 2.06.1981)
- zagroda nr 19 (d. 18), początek XX w. (nr rej.: 169 z 2.06.1981):
  - dom drewniany
  - stodoła drewniana
  - piwnica drewniana